# Cabeiro
Dans la mythologie grecque, Cabeiro (en grec ancien : Καβειρώ / Kabeirṓ), Kabeiro ou Cabira est une nymphe de la mer qui vit sur l'île de Lemnos. Fille du dieu marin métamorphe Protée, elle engendre avec Héphaïstos trois fils connus sous le nom de Cabires (Cabeiri) et les trois nymphes cabirides.

## Famille
Cabeiro est la fille du dieu marin métamorphe Protée, ce qui fait d'elle une petite-fille de Poséidon.
Elle rencontre le dieu grec des forges Héphaïstos après que celui-ci ait été expulsé du mont Olympe et engendre avec lui Cadmillo (quand celui-ci n'est pas considéré lui-même comme un des Cabires), ainsi que trois fils connus sous le nom de Cabires, et trois nymphes connues sous le nom de Cabirides.
Une autre version fait de Héphaïstos le père de Cabeiro, et non son amant, le dieu étant alors le grand-père des Cabires et non leur père.

## Mythologie
Selon Nonnos de Panopolis, Cabeiro était d'origine thrace et pour vivre avec sa progéniture dans la forge d'Héphaïstos, elle a dû déménager à Lemnos.

## Correspondance avec d'autres déesses
D'après la Scholie d'Apollonios de Rhodes, Cabeiro correspondrait à Déméter et était peut-être aussi identifiée à la nymphe de la mer Idothée, une autre fille de Protée qui parle à Ménélas dans l'Odyssée.

## Sources
- Strabon, Géographie, traduit en anglais par Horace Leonard Jones; Cambridge, Massachusetts: Harvard University Press; London: William Heinemann, Ltd. (1924). LacusCurtis, Version online sur la Perseus Digital Library, Books 6–14